# モルビエ (チーズ)
モルビエ（Morbier）は牛乳から作るフランスのチーズである。フランシュ＝コンテ地域圏のモルビエ村にちなんで名付けられた。
身の色はアイボリーでかすかに弾力がある。チーズ断面の中央には、無味無臭の食用炭で作られた特徴的な水平の黒い層が見られる。表面は黄色っぽく湿っており、皮のような質感である。
伝統的には、モルビエは炭の層を境に朝搾りの牛乳と夜に残った牛乳の2層からなる。同地方の AOC チーズであるコンテを作る農家では、1個のコンテを作るには中途半端な量の牛乳が残ってしまう事があった。そのような場合に牛乳から作ったカードを型に押し入れ、夜間の虫除けのためにその上に煤を振りかけておいた。翌朝、新たに搾った牛乳のカードを足し、一個のモルビエを作ったという。近年のモルビエは通常、牛乳の添加に時間差を置くようなことは無く、炭粉も専ら伝統的な形状を模すために加えられる。
AOC の指定する地域はフランシュ＝コンテ地域圏のジュラ県およびドゥー県であるが、AOC を持たないモルビエも市場には流通している。
モルビエの香りは豊かでクリーミーなものであるが、人によっては好みが分かれることがある。舌には軽い甘味、後味はかすかに苦味を伴う。